# 安城市立安城北部小学校
安城市立安城北部小学校（あんじょうしりつ あんじょうほくぶしょうがっこう）は、愛知県安城市今本町8-9-9にある公立小学校。

## 地理

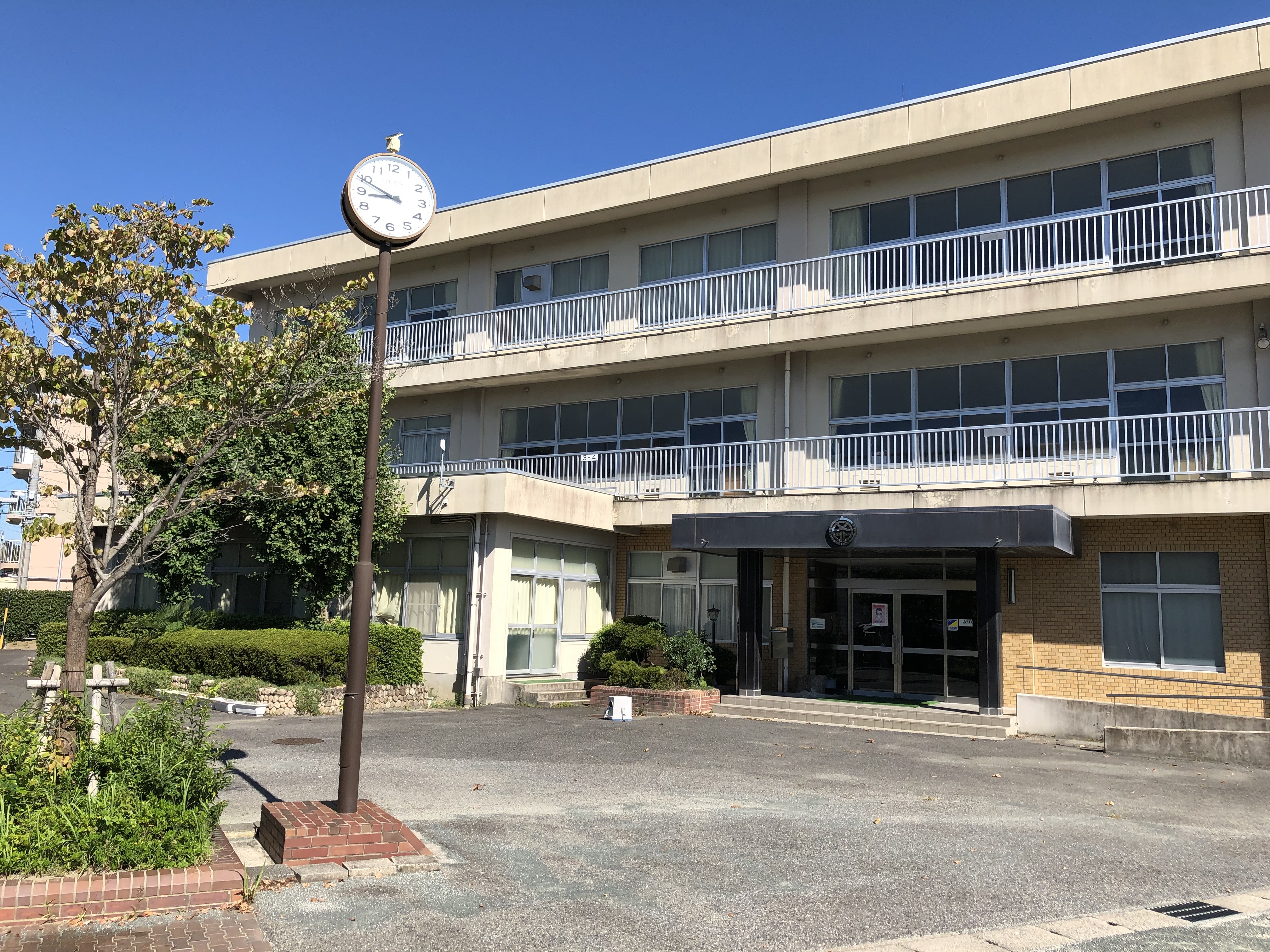
校舎

学区内には東西に国道1号や名鉄名古屋本線が通り、特急停車駅である名鉄名古屋本線新安城駅がある。新安城駅の周辺には商店街が形成されている。敷地内には1927年（昭和2年）に移植されたヒトツバタゴの古木がある。毎年5月の開花時期にはテレビや新聞などでも報じられ、小学校のシンボル的存在となっている。

## 歴史
江戸時代から明治初期には崇福寺に寺子屋があった。1873年（明治6年）には学制を受けて、崇福寺に隣接する専超寺に今村学校が設置された。1908年（明治41年）に安城第五尋常小学校が開校し、1911年（明治44年）に今村と里村の中間である現在地に移転した。

### 年表
- 1908年（明治41年）3月31日 - 安城第五尋常小学校として開校。[2][4]
- 1911年（明治44年） - 現在地に移転。[2]
- 1948年（昭和23年） - 安城町立安城北部小学校に改称。[4]
- 1952年（昭和27年） - 安城町の市制施行により安城市立安城北部小学校に改称。[4]
- 1961年（昭和36年） - 安城市立志貴小学校が分離独立。[4]
- 1969年（昭和44年） - 名鉄名古屋本線を境界として安城市立作野小学校が分離独立。[2][4]
- 1971年（昭和46年） - 校舎の増改築。[4]
- 1976年（昭和51年） - 新館を増築。[4]
- 1979年（昭和54年） - 今村と里町を分けて安城市立里町小学校が分離独立。[2][4]
- 2003年（平成15年） - 北校舎を新築。[4]

### 児童数の変遷
『愛知県小中学校誌』（2018年）によると、児童数の変遷は以下の通りである。
| 1947年（昭和22年） | 888人  |  |
| 1957年（昭和32年） | 1107人 |  |
| 1967年（昭和42年） | 943人  |  |
| 1977年（昭和52年） | 1520人 |  |
| 1987年（昭和62年） | 658人  |  |
| 1997年（平成9年）  | 554人  |  |
| 2007年（平成19年） | 809人  |  |
| 2017年（平成29年） | 789人  |  |

## 出身著名人
- 森晃太 - サッカー選手。